# Витрувий
Марк Витрувий Полион (на латински: Marcus Vitruvius Pollio) е древноримски писател, архитект и инженер, работил през I век пр.н.е., оказвал силно влияние върху развитието на архитектурата през и след Ренесанса.
На него е кръстена рисунката на Леонардо да Винчи „Витрувианският човек“.

## Съчинение върху архитектурата

### Произведението "За архитектурата"
Написал е De Architectura, известна като „Десет книги за архитектурата“ – научен труд по архитектура на латински, който е може би първият труд на тази тема и са единственото запазено антично произведение, свързано с архитектурата и - съгласно автора - и първото произведение изобщо, написано на латински език. 
Запазени са общо 80 ръкописа от тези 10 книги за архитектурата, които са:
- Том 1: Обучението на архитектите и архитектурни основни понятия; създаване на градовете
- Том 2: Строителни материали
- Том 3 и 4: Строителство на храмове
- Том 5: Обществени сгради
- Том 6: Частни сгради
- Том 7: Вътрешно строителство на частните сгради; цветово оформление
- Том 8: Водоснабдяване
- Том 9: Астрономия и направа на часовници
- Том 10: Машиностроене

Произведението обхваща 10 книги, които съдържат съответно пряко обръщение към императора (живее и твори във времената на Юлий Цезар и Октавиан Август) или анекдотично въведение в темата.